# Comté d'Eidsvold
 (août 2017).
Si vous disposez d'ouvrages ou d'articles de référence ou si vous connaissez des sites web de qualité traitant du thème abordé ici, merci de compléter l'article en donnant les références utiles à sa vérifiabilité et en les liant à la section « Notes et références ».
Le comté d'Eidsvold est une zone d'administration locale dans le sud-est du Queensland en Australie.
Le comté comprend la seule ville d'Eidsvold.
Il a fusionné le 15 mars 2008 avec les comtés de Biggenden, de Gayndah, de Monto, de Mundubbera et de Perry pour former la région de Burnett Nord.